# منطقه آزاد تجاری-صنعتی دوغارون
منطقه آزاد تجاری-صنعتی دوغارون یکی از مناطق آزاد ایران است که در شهرستان تایباد ، استان خراسان رضوی قرار دارد. منطقه ویژه اقتصادی دوغارون در زمینی به مساحت ۸۷۰۰ هکتار می‌باشد.

## تاریخچه
این منطقه ابتدا در سال ۱۳۸۹ به عنوان منطقه ویژه اقتصادی دوغارون با گرایش تولید و تجارت در نقطه صفر مرزی با افغانستان تأسیس شده‌است سپس در سال ۱۴۰۲ به منطقه آزاد تجاری-صنعتی ارتقا یافت.

## موقعیت مکانی
فاصله این منطقه تا شهر مشهد ۲۴۰، تایباد ۱۸ و هرات ۱۲۰ کیلومتر است.